# Bérénice Marlohe
Bérénice Lim Marlohe (Párizs, 1979. május 19. –) francia színésznő. 
A Skyfall című 2012-es James Bond-filmben az antihősnő Bond-lányt, Sévérine-t alakította. 2015-ben a Kizárólag öttől hétig című romantikus film női főszereplője volt. 2017-ben a Daltól dalig című romantikus filmdrámában szerepelt Ryan Gosling, Natalie Portman és Rooney Mara oldalán.

## Élete és pályafutása
Francia tanár anya és kínai–kambodzsai orvos apa gyermekeként született. Édesapja Kambodzsából költözött Franciaországba. Marlohe a párizsi régióban nőtt fel. Kezdetben zongorista szeretett volna lenni, így tíz évig tanult a Párizsi Konzervatóriumban. Egy rövid ideig modellként dolgozott, mielőtt színésznőként kezdte meg karrierjét. A fiatal nő Béatrice Broutnál tanult és megismerkedett az improvizációval, különösen Philippe Lelièvre színész munkásságán keresztül.
2007-ben a La discordance című  francia rövidfilmben debütált színésznőként, ezt követően sorozatokban kapott szerepet. Reklámokban, köztük a Dacia márka hirdetéseiben is feltűnt. Kisebb szerepeket osztottak rá olyan francia televíziós sorozatokban, mint a Père et Maire és a Femmes de loi. A Bűntények a Riviérán egyik epizódjában transznemű karaktert játszott.
A James Bond sorozat 23., Skyfall című részének készítése során kiválasztották a Bond-lány szerepére. A 2012-es filmben a Sévérine nevű antihősnőt játszotta el. Ugyanebben az évben Sophie Marceau mellett játszott a A boldogság soha nem jön egyedül című filmben. 

## Filmográfia

### Film
| Év   | Magyar cím                    | Eredeti cím                     | Szerep                | Magyar hang  |
| ---- | ----------------------------- | ------------------------------- | --------------------- | ------------ |
| 2007 |                               | La Discordance (rövidfilm)      | fiatal nő             |              |
| 2011 |                               | L'art de séduire                | fiatal nő             |              |
| 2012 | A boldogság sosem jár egyedül | Un bonheur n'arrive jamais seul | Laurent randipartnere |              |
| 2012 | Skyfall                       | Skyfall                         | Sévérine              | Horváth Lili |
| 2015 | Kizárólag öttől hétig         | 5 to 7                          | Arielle Pierpont      | Kéri Kitty   |
| 2017 | Daltól dalig                  | Song to Song                    | Zoey                  |              |
| 2017 | Idegenek                      | Revolt                          | Nadia                 |              |
| 2017 |                               | Kill Switch                     | Abby                  |              |
| 2019 | Istenek völgye                | Valley of the Gods              | Karen Kitson          |              |

### Televízió
| Év        | Magyar cím           | Eredeti cím                | Szerep               | Megjegyzések           |
| --------- | -------------------- | -------------------------- | -------------------- | ---------------------- |
| 2008      |                      | Femmes de loi              | pultos               | 1 epizód               |
| 2008      | Bűntények a Riviérán | Section de recherches      | Isabelle Marnay      | 1 epizód               |
| 2008      | Párizsi jóbarátok    | Pas de secrets entre nous  | Ingrid               | 1 epizód               |
| 2009      |                      | Le temps est à l'orage     | Alicia               | tévéfilm               |
| 2009      |                      | Père et maire              | Caroline Pylet       | 1 epizód               |
| 2009–2012 | Párizsi helyszínelők | R.I.S. Police scientifique | Eglantine du Meunier | 2 epizód               |
| 2010      | Párizsi mentősök     | Équipe médicale d'urgence  | Alexia               | 6 epizód               |
| 2015      |                      | The Spoils Before Dying    | Beatrice             | minisorozat (6 epizód) |
| 2017      | Twin Peaks           | Twin Peaks                 | francia nő           | 1 epizód               |